# 道格拉斯DC-4E
道格拉斯DC-4E是道格拉斯公司在1930年代开发的一款民航客機。在當時，該飛機首先在常規民航客機上引進四引擎設計，飛機有更優秀的運輸能力，更豪華的乘座品質，但該機因為技術過於複雜最終無法開拓市場因而中止研製，道格拉斯轉而推銷較小型的道格拉斯DC-4，而原先的DC-4則更名為DC-4E（E意思為實驗，experimental），並轉賣給日本。

## 设计研发

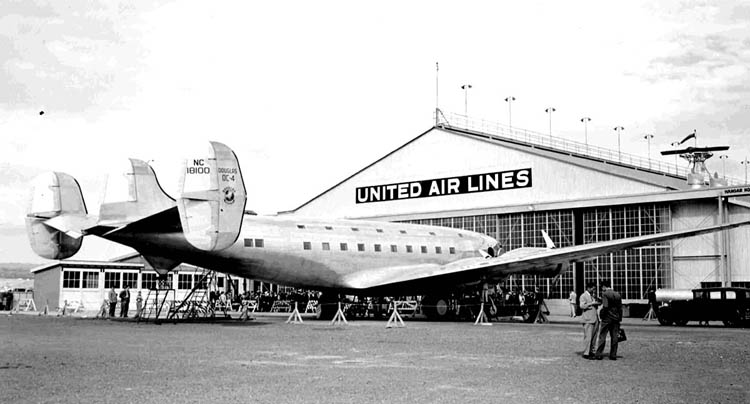
在奧克蘭聯合機場停放的DC-4E

应联合航空的要求，道格拉斯公司于1935年开始了DC-4E的设计。目标是设计出一款比DC-3更大、更先进的飞机，虽然在那时DC-3还没有投入使用。这个项目也得到了美国航空、美國東方航空、泛美航空和环球航空的兴趣，各自向这个项目内投入了十万美元的研发费用。随着开支和项目进一步复杂化， 泛美航空和环球航空撤資，將資金投入更为经济的波音307项目。
當時還稱為DC-4的DC-4E設計了一個可容納42個乘客座位或30張臥鋪的客艙，運輸能力達到DC-3兩倍。DC-4E的主翼承襲了DC-3的多數設計，採用帶有後掠角的機翼前緣搭配平直的機翼後緣，但為了容納4顆引擎，因此翼展更大。DC-4E與其它道格拉斯客機外型最大差別的特色是它使用了3片垂直尾翼設計，这提供了飞机足够的垂直安定能力，以至于飞机可以利用单侧的两个引擎进行起飞，同時也讓航空公司運用這架新客機不需要對現有棚廠進行增高改裝作業。另外在DC-4E機上的創新設計，還包括引進前三點起落架。 引進輔助動力單元，帶動力輔助的飛控裝置、交流電供電裝置、空调等，原定在量產機上還會加裝增壓機艙。DC-4E的動力選擇了輸出1,450马力(1,080千瓦)的普惠R-2180星型14缸引擎引擎配置都有显著的外倾，特别是外面的一对。
原型机(NX18100,编号1601)于1938年6月7日在加利福尼亚州圣莫尼卡的圣莫尼卡机场试飞成功。但是各种小问题使的原型机直到1939年5月5日才获得适航许可。 在1939年原型机移交給联合航空進行飛航後續測試，聯合航空認為這架飞机操纵品質沒有問題，但是，复杂的系统被证明维护费用高昂，且飛航性能不如期望，尤其是在52人滿載狀態時，DC-4E推重比不理想(65,000磅（29,484）)；對客機來說，低推重比代表能酬載的貨物有限，也代表公司無法賺取更多的利潤。這使得DC-4E研發方針更改，變成更小、更简单的四引擎飛機。取代DC-4E的新设计后来被编号为DC-4, 于是早先的设计随即被编号为DC-4E (E为"实验型")。
不受民航界青睞的DC-4E，1939年10月被日本大日本航空买入。雖然名義上為商售，背後出資的買家則是日本帝國海軍；日本購入這架飛機後很快的在媒體上宣稱她已在東京灣墜海，混淆外界這架飛機的狀態。實際上該機買回日本後就徹底拆解研究，機體設計與技術成為中島飛機開發深山轟炸機的參考依據，而深山繼承DC-4E過度複雜的機械結構而性能不理想則是後話。

## 使用情况
日本
- 大日本航空

 美国
- 联合航空